# Three Sixes
Three Sixes ist eine 1998 gegründetes Projekt des Künstlers Damien LaVey aus Orange County, welches die Musik aus verschiedenen Genres wie Metalcore, Death Metal und Thrash Metal miteinander verbinden soll.

## Bandgeschichte
1998 startete Damien LaVey das Studioprojekt Three Sixes und veröffentlichte direkt ein Jahr später sein Debütalbum Possession, nachdem er einen Vertrag bei Universal Sign Records unterzeichnet hatte. Kurz darauf durfte er sich für ein festes Line-Up für Live-Auftritte aussuchen, worauf er sich für die drei Musiker unter den Künstlernamen Killswitch, Whiskey und Konnyaku entschied. Gemeinsam spielten sie auf Konzerten und Shows in Clubs oder auf Veranstaltungen. Zudem wurde der Song Lord of the Dead Teil des Horrorfilms Hell Asylum des Produzenten Danny Draven. Am 13. Oktober 2002 erschien das zweite Album Salvationless, ein Erfolg in vielerlei Hinsicht, da der Song God Denied in einer Show bei Fox Sports Net abgespielt wurde. Zudem trat die Band erstmals mit bekannten Bands wie Body Count, Death Angel, Powerman 5000, Genitorturers oder Strapping Young Lad auf.
Anfang 2004 tauchte die Band wieder im Horrorfilm auf. Im Oktober desselben Jahres erschien ihr drittes selbstbetiteltes Album Three Sixes, auf dem sich unter anderem bereits Songs aus den beiden anderen Alben befanden. Im Mai 2008 kündigte Damien LaVey an, mit den Aufnahmen zu einem weiteren vierten Album zu beginnen.

## Diskografie
- 1999: Possession (Universal Sign Records)
- 2002: Salvationless (Universal Sign Records)
- 2004: Three Sixes (Universal Sign Records)